# LED pásek
LED pásek (z angličtiny LED strip, LED flexible strip) je ohebný plošný spoj osazený LED čipy a odpory. Nejčastěji se lze setkat s LED pásky o šířce 8-12 mm, které jsou osazeny LED čipy typu 2835, 5050, 3528. LED pásek je rozdělen na úseky, které mají délku od 2,5 cm do 25 cm. Tyto segmenty jsou zapojeny sériově. Každý segment je osazen komponenty, které jsou ale zapojeny paralelně v závislosti na napětí LED pásku, které se pohybuje od 5 V do 240 V. Nejčastější jsou LED pásky s napětím 12 a 24 V.

## LED pásky 12 V
Tyto LED pásky mají většinou 3 LED diody na segmentu, je to z toho důvodu pracovního napětí jedné LED diody, které je kolem 3 V. Aby se napětí snížilo, používají se v zapojení SMD odpory. V praxi se nejčastěji setkáme s osazením LED čipy 3528, 5050 a 2835. Vzhledem k tomu, že je LED pásek napájen stejnosměrným proudem, je maximální možná délka LED pásku 2 - 5 metrů, v případě zapojení delšího LED pásku se začátek více zahřívá a konec LED pásku svítí slaběji. Tento jev je určen vlastnostmi stejnosměrného proudu. Pro zamezení tohoto efektu je nutné LED pásek napájet z více bodů.

## LED pásky 24 V
Tyto LED pásky mají většinou 5-6 LED diod na segmentu. Je to z důvodu pracovního napětí jedné LED diody, které je kolem 3 V. Aby se napětí snížilo, používají se v zapojení SMD odpory. V praxi se nejčastěji setkáme s osazením LED čipy 3528, 5050 a 2835. Tyto LED pásky mohou mít maximální délku 5-10 m. U nich opět dochází ke stejnému jevu jako u LED pásků na 12 V, ale vzhledem k polovičnímu proudu, který LED páskem protéká se pásek méně zahřívá.

## Využití LED pásku
LED pásky se dají stříhat po částech a lze z nich například vyrobit svítidlo. Tato svítidla mají výhodu především v tom, že je lze vyrábět na míru, třeba na délku kuchyňské linky nebo skříňky. Další výhodou je, že LED pásek se dá po čase vyměnit za nový. Velmi často se využívá na výstavách a v nábytku.

## Chlazení
Jako každý LED čip se musí i LED pásek chladit, jinak dojde k jeho zničení. V případě dobrého chlazení pásku mu je zachována životnost. K chlazení LED pásku se používají profily z hliníkové slitiny.